# مونيكا بيترسون
مونيكا بيترسون هي مبارزة بالسيف كندية، ولدت في 15 يناير 1984.

## وصلات خارجية
- مونيكا بيترسون على موقع الاتحاد الدولي للمبارزة (الإنجليزية)
- مونيكا بيترسون على موقع أوليمبيديا (الإنجليزية)